# Солы (Малая Азия)
Со́лы (др.-греч. Σόλοι, лат. Soli) — древний город на южном побережье Малой Азии, на границе двух Киликий — Трахеи и Педиады, поблизости от реки Липарис (современная река Мезитли, тур. Mezitli Çayı), к северо-востоку от реки Лам (ныне Ламас). В настоящее время руины Сол находятся в турецком районе Мезитли, в 11 км к юго-западу от центра города Мерсин.

## История
Около 700 г. до н. э. Солы стали колонией аргосцев и линдосцев с Родоса. Для Киликии Солы были довольно значительным, процветающим и очень богатым городом-государством. Около 70 г. до н. э., в период Митридатовых войн, царь Великой Армении Тигран II Великий разрушил город и переселил значительное число его жителей в Тигранакерт. Город практически пустовал до 63 г. до н. э., когда Помпей Великий заселил Солы бывшими морскими разбойниками. Благодарные пираты переименовали город в Помпейополь (др.-греч. Πομπηϊούπολις). 
Также по приказу императора Германика здесь находился в ссылке бывший парфянский царь Вонон I, где и погиб в 19 г. н. э. во время попытки побега.
После землетрясения 528 года город окончательно опустел.

## Уроженцы
- Филемон — комедиограф.
- Арат — поэт-астроном.
- Афенодор из Сол — философ-стоик.
- Хрисипп — философ-стоик.
- Крантор — философ-платоник.

## Христианские мученики, пострадавшие в городе
- Каллиопий Помпеопольский
- Созонт Помпеольский

## Другие факты
Так как жители Сол — потомки первых переселенцев, вступая в отношения с местным населением и смешиваясь с ним, утратили чистоту древнегреческого языка, то от названия их города в античной риторике был произведён термин солецизм (σολοικισμός — неправильный оборот речи). По другим предположениям, термин был образован от названия кипрского города Солы.